# Região de Dikhil
A região de Dikhil é a segunda maior região do Djibuti. A sua capital é Dikhil e, entre outras cidades importantes, as capitais de distrito As Ela, Galafi e Yoboki sobressaem.
A região é fronteiresca à região de Tadjourah a norte, à Etiópia a oeste e a sul e a norte e este com as regiões de Arta e Ali Sabieh.
A maioria do seu território, embora este seja muito vasto compreende uma ampla zona de montanhas que partilha com a Etiópia. Com este país a região partilha ainda a exploração do Lago Abbe cujo perímetro engloba uma parte do território de Dikhil. No entanto, a área do lago compreendida pelo território da região é quase tão grande como a do Lago Assal, na região a norte, o que permitiu à população a expansão comercial para oeste.
Pelas montanhas de Dikhil passam igualmente várias caravanas, muitas vindas de Tadjourah seguindo para a Etiópia, e outras vindas da Etiópia e da Somália que seguem caminho até à região de Tadjourah ou até Djibuti, a capital.
A população usufrui de um aeroporto, perto da capital regional.